# Prietella
Prietella — рід риб з родини Ікталурові ряду сомоподібних. Має 2 види.

## Опис
Загальна довжина представників цього роду коливається від 4 до 10 см. Голова видовжена, трохи сплощена зверху. Очі відсутні. Рот помірно широкий. Є 3 пари дрібних вусів. Тулуб подовжений, доволі кремезний. Бічна ліня зігнута. Плавальний міхур сильно зменшений або відсутній. Спинний плавець з короткою основою. Жировий плавець низький, доволі довгий. Грудні плавці помірно широкі. Анальний плавець короткий, широкий. Хвостовий плавець слабко роздвоєно, або він має маленьку виїмку.
Забарвлення бліде або рожеве.

## Спосіб життя
Зустрічаються в печерних річках, колодязях. Віддають перевагу мулистому ґрунту. Весь час проводять у темряві. Можуть тривалий час лежати на дні нерухомо або дрейфувати в такому стані за течією. Живляться невеличкими водними організмами.

## Розповсюдження
Мешкають у водоймах штатів Коауїла, Тамауліпас (Мексики) та штат Техас (США).

## Види
- Prietella lundbergi
- Prietella phreatophila